# ペブルフードオペレーション
株式会社ペブルフードオペレーション は、岡山県津山市に本社を置くラーメン店グループである。
岡山県内にてラーメン店「らーめんふぁみりー」を展開する。

## 沿革
沿革
- 1986年（昭和61年） - 8月、株式会社ペブルフードオペレーション設立。
- 1987年（昭和62年） - らーめんふぁみりー津山店を開店。
- 1991年（平成03年） - らーめんふぁみりー久世店を開店。
- 1999年（平成11年） - ゆきむら亭岡山店を開店。
- 2002年（平成14年） - ゆきむら亭岡山店をらーめんふぁみりー岡山店へ業態変更。
- 2007年（平成19年） - 製麺所、麺工房を設立。
- 2008年（平成20年） - らーめんふぁみりーイオン津山店を開店。

## 店舗
らーめんふぁみりー津山店：岡山県津山市二宮610-1
らーめんふぁみりーイオン津山店：岡山県津山市河辺1000-1（イオンモール津山内）
らーめんふぁみりー久世店：岡山県真庭市惣70-1
らーめんふぁみりー岡山店：岡山県岡山市北区津島京町1-2-19

## 生産拠点
らーめんふぁみりー麺工房：津山市本町2-10（業務用中華麺製造販売）